# Chapelle Notre-Dame-de-Beauregard d'Orgon
La chapelle Notre-Dame-de-Beauregard, à Orgon, est une chapelle du département français des Bouches-du-Rhône.

## Situation, accès
La chapelle Notre-Dame de Beauregard se situe sur une colline, au sud du village. L'accès se fait par un chemin, démarrant du cimetière du village. Elle domine Orgon, ainsi que la vallée de la Durance, la route nationale 7, et l'A7.

Notre-Dame-de-Beauregard
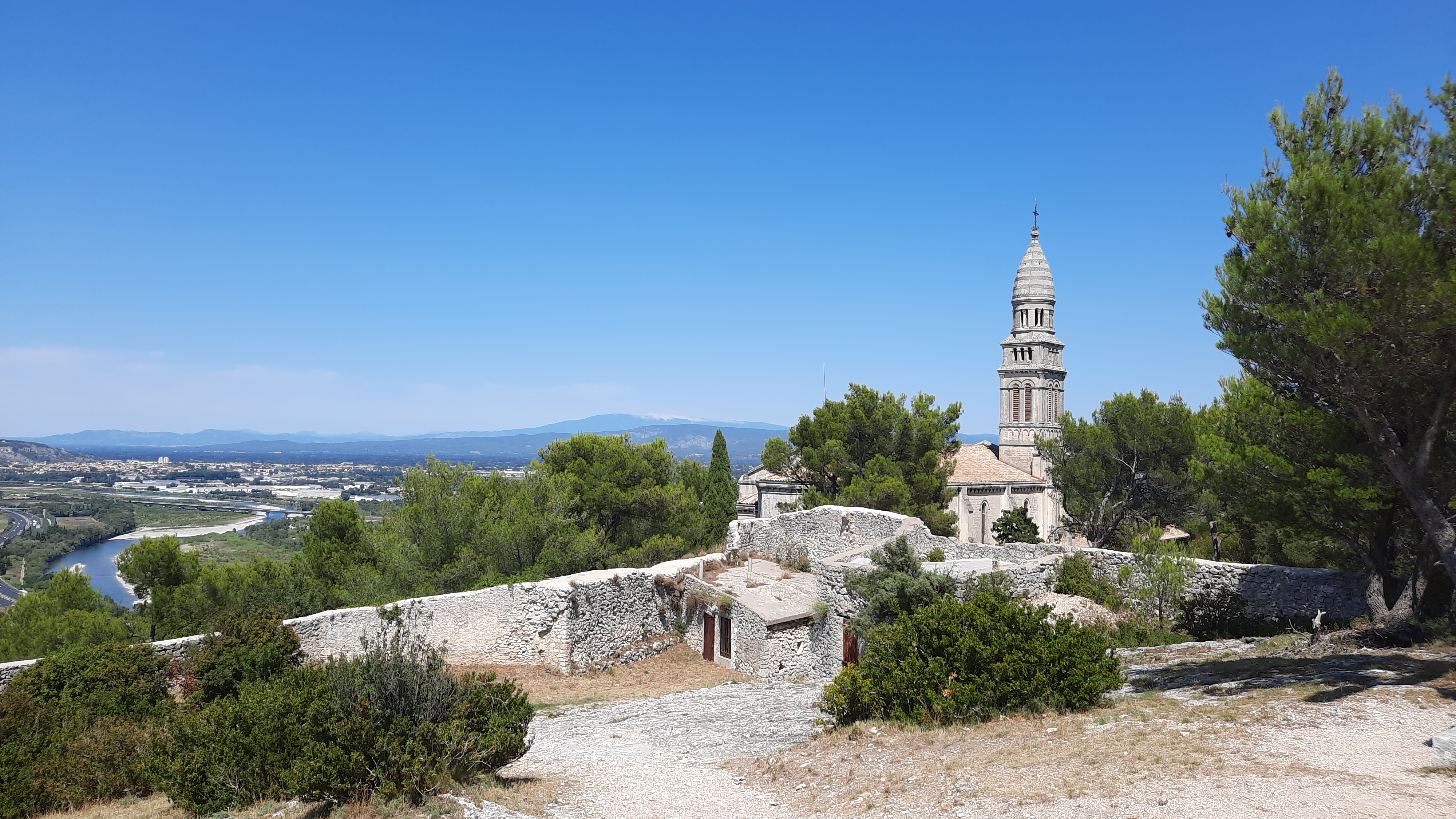
La chapelle vue depuis les hauteurs des fortifications.
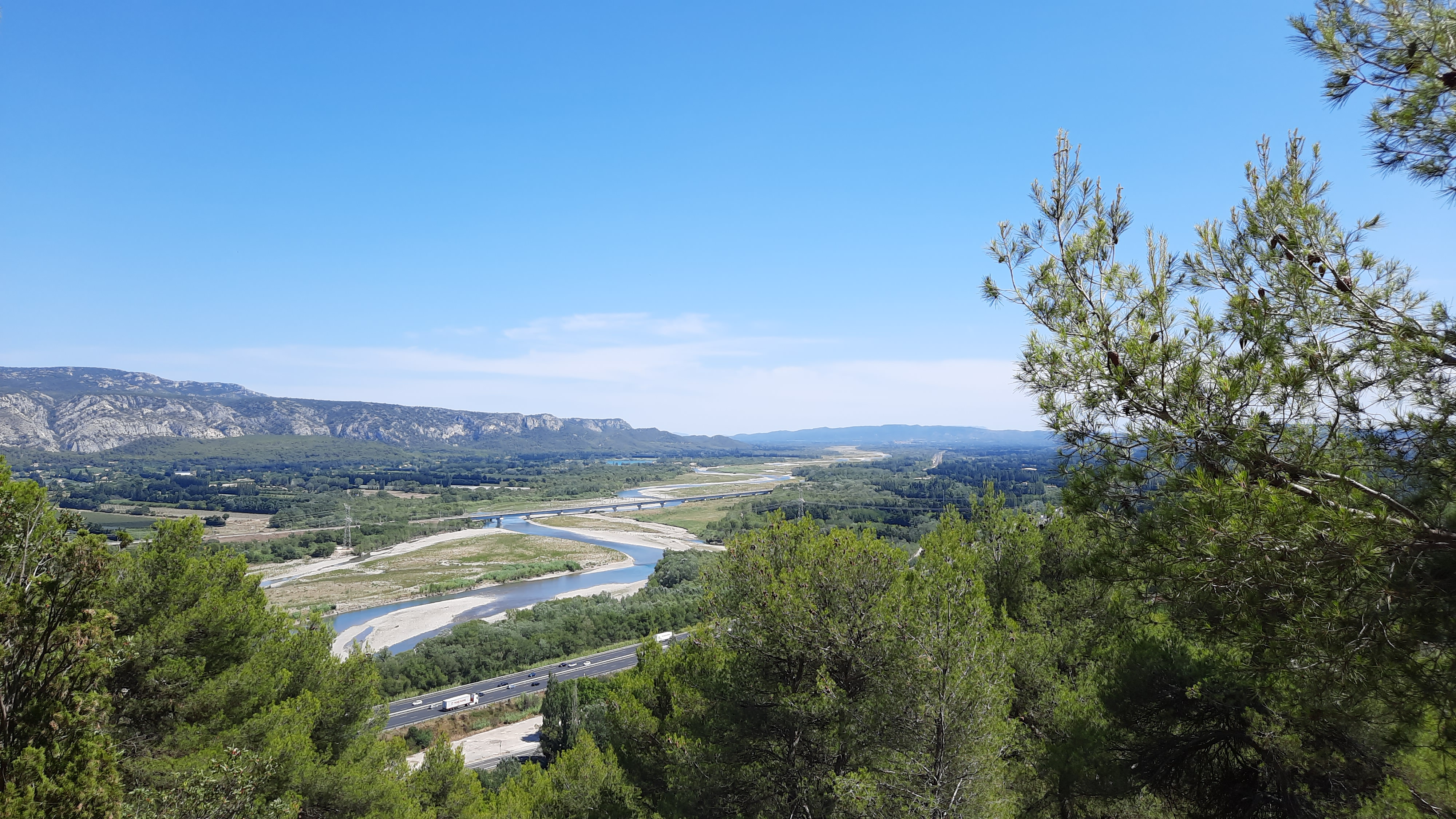
Panorama sur la Provence et la Durance depuis la chapelle.

## L'église

### Histoire

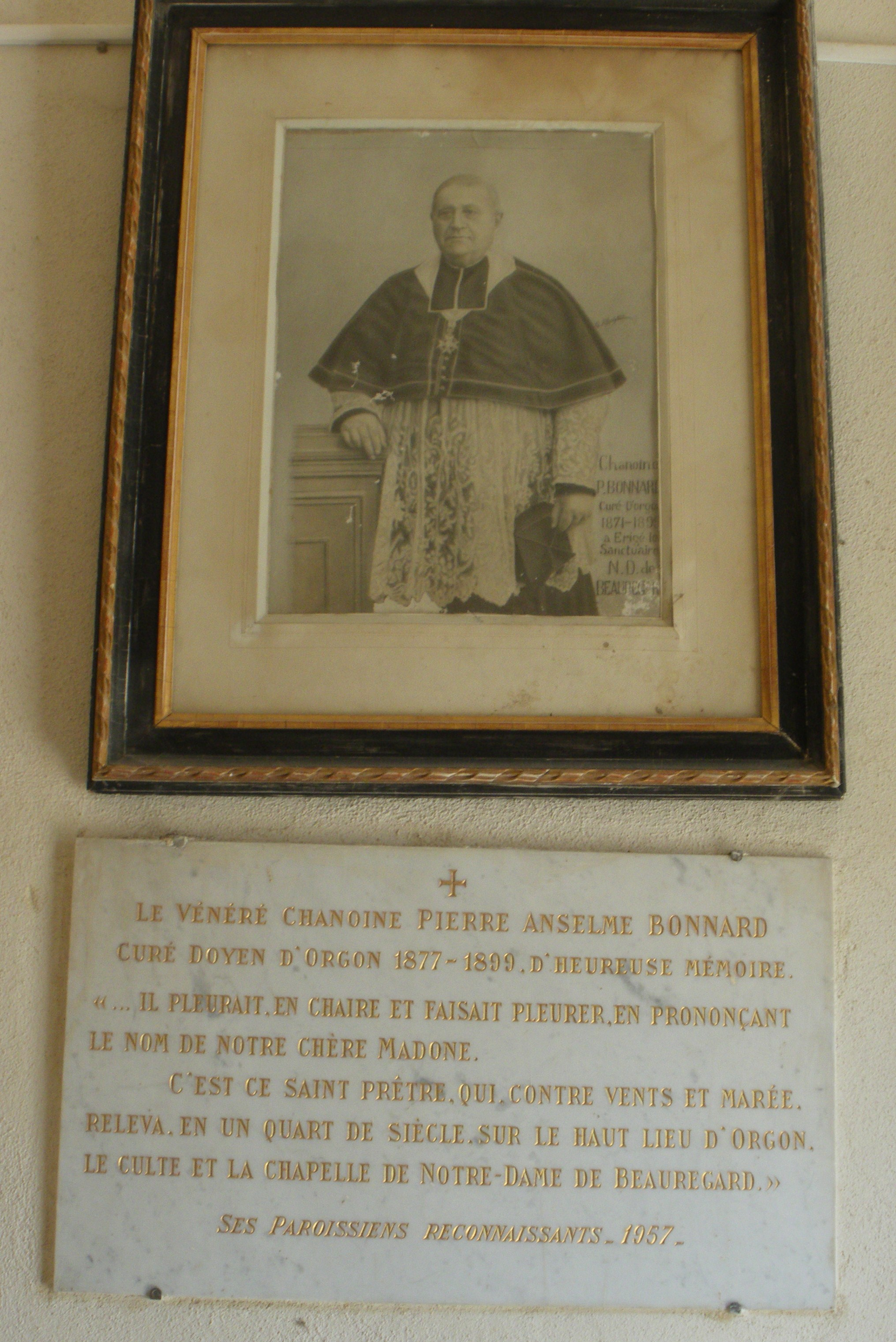
Plaque hommage à Pierre Anselme Bonnard.

Une ancienne chapelle aurait été présente sur le site. La chapelle actuelle date du XIXe siècle, par la volonté du curé d'Orgon, le chanoine Pierre Anselme Bonnard (de 1877 à 1899). 
En 1592, une enceinte est élevée pour protéger le site.
Un monastère est construit entre 1638 et 1660. Les Augustins Déchaussés de Saint-Pierre d'Aix y résident jusqu'en 1789.
Jusqu'en 1854, le site est à l'abandon. Puis le couvent est restauré. En 1878, les travaux de la chapelle actuelle commencent.
Les Pénitents Gris d'Avignon érigent une croix en 1903.
En 1935 les Frères Servites s’installent dans le couvent.
En 1958, la « Fraternité des Petites Sœurs de Foucault » prend possession des lieux, puis en 1970 « la communauté du Lion de Judas et de l’Agneau Immolé » qui participe à son entretien jusqu’en 1982. En l'absence de gardien, la basilique est pillée et le monastère dévasté.
En 1984, sous l'impulsion de l’association des Amis de Beauregard, le site est à nouveau restauré et entretenu, permettant une mise en valeur et le développement des activités culturelles et touristiques.

### Architecture

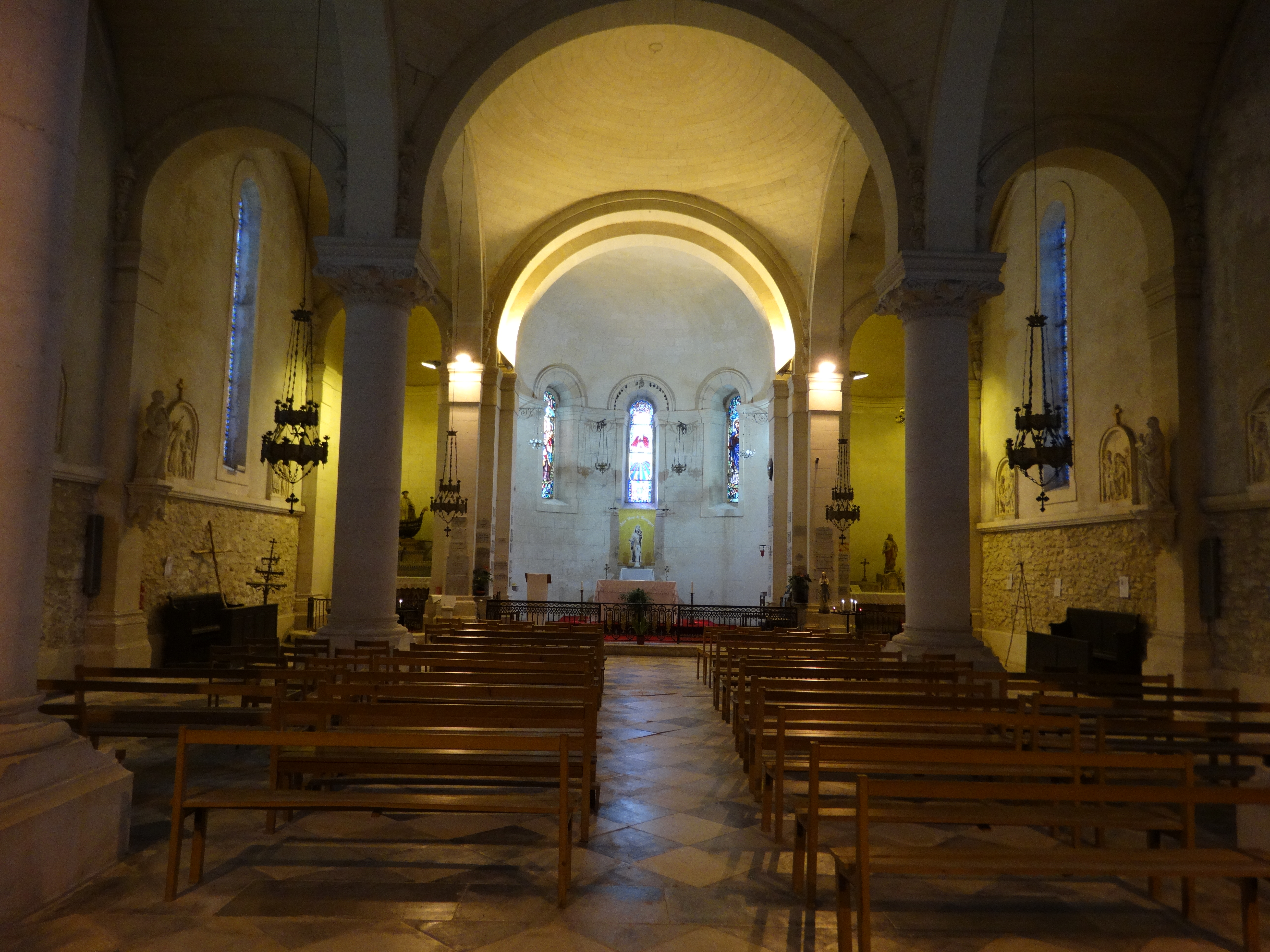
Chapel Notre-Dame de Beauregard (Vue intérieure)

## Son environnement

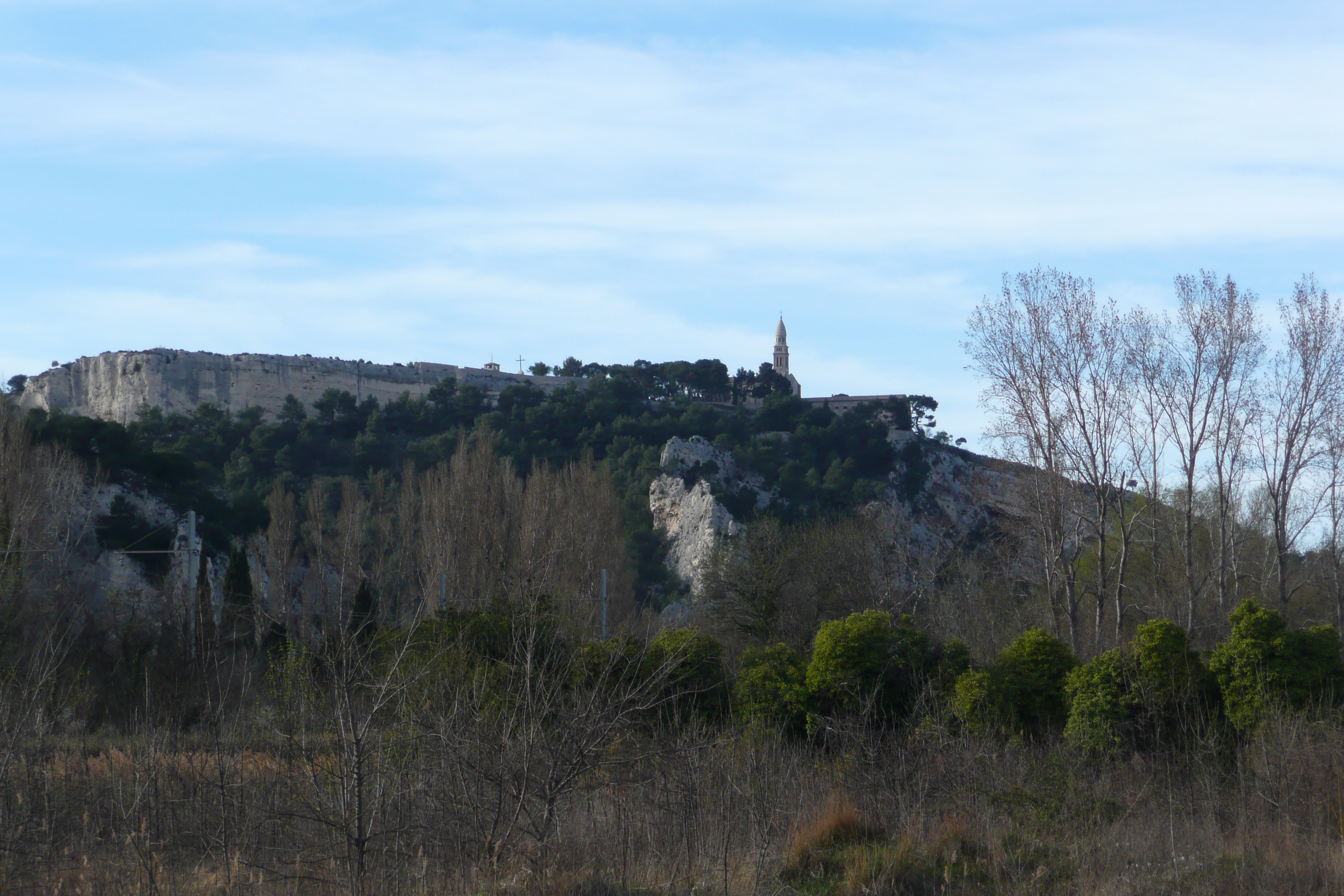
Vue de la chapelle depuis la vallée de la Durance.

Le chemin d'accès est ponctué de trois oratoires, datant du XVIe siècle. Des traces d'un oppidum gaulois, ainsi que des restes de fortification sont visibles à proximité.
Endroit à ne pas fréquenter la nuit car rassemblement de malfaiteur avec impact de balle sur l’observatoire.